# IC 4650
IC 4650 — галактика типу * (зірка) у сузір'ї Дракон. Об'єкт був відкритий Гійомом Бігурданом 5 вересня 1888 року, але спостережуваний об'єкт також може бути зіркою (RA 17 15 52.0, грудень +57 18 53).
Цей об'єкт міститься в оригінальній редакції індексного каталогу.